# Hieronymus von Bayer

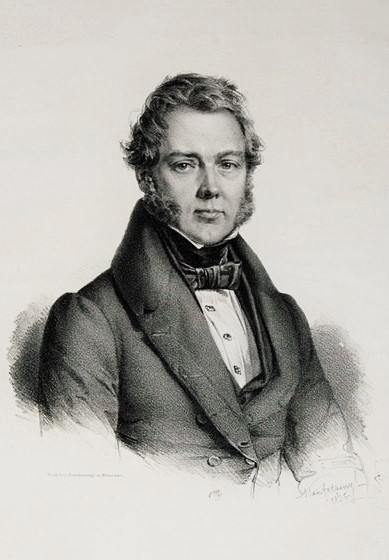
Hieronymus von Bayer, Lithographie von Franz Hanfstaengl

Hieronymus Johann Paul Bayer, ab 1842 von Bayer, (* 21. September 1792 in Rauris; † 13. Juni 1876 in München) war ein deutscher Rechtswissenschaftler und Professor an der Universität Landshut, die später nach München umzog.

## Leben
Hieronymus Bayer war Sohn eines fürstbischöflichen salzburgischen Landrichters. Nach dem Besuch der Studienanstalt des Benediktinerstifts St. Peter in Salzburg und der Reifeprüfung am Gymnasium in Salzburg studierte er ab 1810 Philosophie und Rechtswissenschaften an der Universität Landshut und wurde dort 1812 zum Doktor der Philosophie promoviert. In der Folge entschied er sich für eine Vertiefung des Rechtsstudiums und erlangte nach zweijähriger Praxis am Landshuter Landgericht (4. September 1815) auch den juristischen Doktor. Nach einer praktischen Tätigkeit in einer Münchener Anwaltskanzlei erhielt er 1817 durch die Vermittlung von Nikolaus Thaddäus von Gönner ein Staatsstipendium und vertiefte u. a. bei Anton Bauer seine theoretischen Studien an der Universität Göttingen. Am 27. Oktober 1818 wurde er als Privatdozent in die juristische Fakultät der Landshuter Hochschule aufgenommen und schon am 8. April 1819 unter gleichzeitiger Aufnahme in das Spruchkollegium zum außerordentlichen und am 21. Februar 1822 zum ordentlichen Professor des „gemeinen und bayerischen Civilprozesses“ ernannt. 1826 wurde die Hochschule nach München verlegt. In der Folge wurde Bayer fünfmal Rektor der Universität München (1831/32, 1836/37, 1849/50, 1850/51, 1851/52). Ab 1839 war er als Vertreter der Universität München Mitglied der Kammer der Abgeordneten der zweiten Kammer der bayerischen Ständeversammlung. Er hielt noch bis 1867 Vorlesungen und verstarb 1876, fünf Jahre nach seiner Frau Franziska geb. Eisenrieth.

## Wirken
Als Hauptwerk Bayers werden die 1828 in Druck erschienenen „Vorträge über den gemeinen ordentlichen Civilprozeß“ angesehen. Hier werden Begriff, Umfang und Quellen des gerichtlichen Verfahrens in bürgerlichen Rechtsstreitigkeiten, die Grundsätze und Regeln, nach welchen sich das Verfahren zu richten hat, Rechtsverfolgung, Schriftwechsel, Beweisverfahren, Rechtsmittel und deren Durchführung erörtert. Das Buch genoss eine große Popularität und erschien 1869 bereits in der 10. immer wieder überarbeiteten Auflage. Der Schwerpunkt der Wirksamkeit Bayers lag aber in seiner akademischen Tätigkeit. Über ein halbes Jahrhundert unterrichtete er Tausende von Rechtsstudenten.
In seiner Arbeiten für den Landtag war er u. a. 1840 für den Bericht über den Gesetzentwurf zum „Schutz des Eigentums an Werken der Litteratur und Kunst“ verantwortlich. Er wurde 1842 zum zweiten Präsidenten ernannt. Am 18. Februar 1843 beantragte er im Landtag die Vorlage eines allgemeinen Zivilgesetzbuches für das Königreich Bayern, „da sich für ein allgemein deutsches Gesetzbuch noch keine günstige Aussicht biete“. 1844 wurde er in die Kommission zur „Vorlegung einer allgemeinen Zivilgesetzgebung“ berufen. 1853 wurde er zum lebenslangen Reichsrat und damit Mitglied der ersten Kammer der Ständeversammlung ernannt. Hieronymus Bayer starb 1876 im Alter von 83 Jahren in München.

## Grabstätte

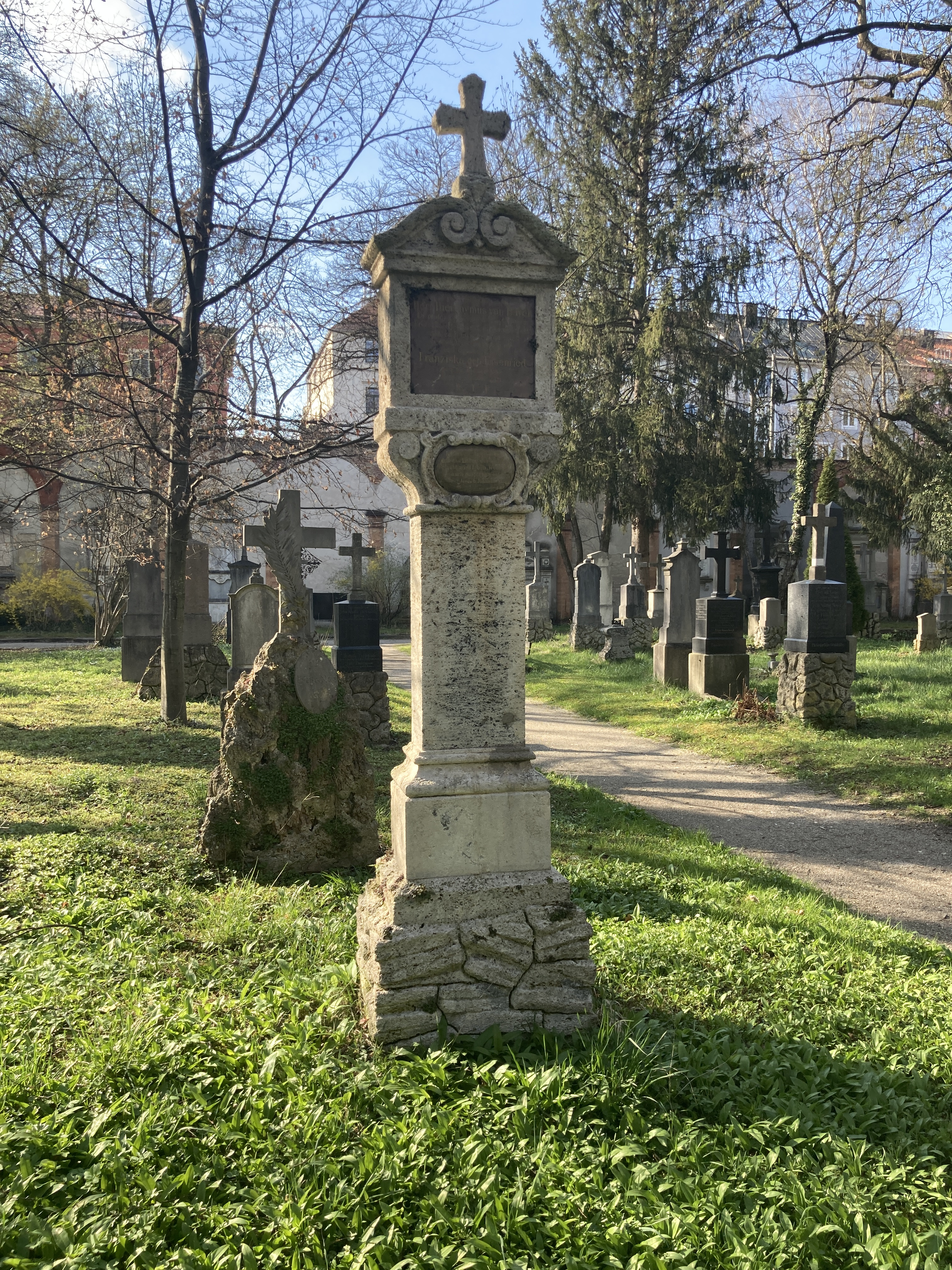
Grab von Hieronymus Bayer auf dem Alten Südlichen Friedhof in München

Die Grabstätte von Hieronymus Bayer befindet sich auf dem Alten Südlichen Friedhof in München (Gräberfeld 38 – Reihe 3 – Platz 34) Standort.

## Ehrungen und Auszeichnungen
- 1832 Ernennung zum Hofrat[3]
- 1842 Ritter des Verdienstordens der Bayerischen Krone und Erhebung in den persönlichen, nicht vererbbaren Adel[3]
- 1843 ordentliches Mitglied der königlich bayerischen Akademie der Wissenschaften[3]
- Ritter des Verdienstordens vom hl. Michael[5]
- 1851 Ernennung zum Geheimrat[3]
- 1853 Ernennung zum lebenslangen Reichsrat der bayerischen Krone[6][7]
- 1856 Komtur des Orden des heiligen Gregor des Großen[8]
- 1859 Komtur des Verdienstordens vom hl. Michael[9]
- 1861 Bayerischer Maximiliansordens für Wissenschaft und Kunst und Mitglied des Ordenskapitels[10]
- 1865 Großkomtur des Verdienstordens der Bayerischen Krone[11]
- 1869 Inhaber des Ehrenkreuzes des Ludwigs-Ordens[12]

## Werke
- Literatur von Hieronymus von Bayer im Katalog der Deutschen Nationalbibliothek
- Literatur von Hieronymus von Bayer in der Bayerischen Staatsbibliothek München
- Ueber die Aenderung des Klaglibells: ein zivilistischer Versuch. Krüll, Landshut 1819, urn:nbn:de:bvb:12-bsb10553801-9.
- Vorträge über den deutschen gemeinen ordentlichen Civilproceß: zunächst für seine Zuhörer herausgegeben. 10. Auflage. Cotta, München 1869, urn:nbn:de:bvb:12-bsb10553798-5.
- Theorie der summarischen Processe nach den Grundsätzen des gemeinen deutschen Rechts, mit Ausschluß des Concursprocesses. zunächst für seine Zuhörer bestimmt. 7. Auflage. Verlag der Literarisch-Artistischen Anstalt, München 1859, urn:nbn:de:bvb:12-bsb10726439-2.
- Theorie des Concurs-Processes nach gemeinem Rechte. 4. Auflage. Cotta, München 1868, urn:nbn:de:bvb:12-bsb10553800-4.